# 拯救地球
《拯救地球》是2025年上映的科幻黑色幽默电影，由美国、爱尔兰及韩国三国合拍，改编自2003年上映的韩国电影《拯救綠色星球！》，由尤格·藍西莫执导，艾瑪·史東、杰西·普莱蒙、艾丹·德尔比思、斯塔夫罗斯·哈尔基亚斯、艾莉西亞·席薇史東主演。电影讲述两位阴谋论者绑架大公司的一位女CEO，说她是过来消灭地球的外星人。
电影入选第82屆威尼斯影展主竞赛单元，争夺金狮奖。2025年10月24日，电影在美国院线上映，由焦点影业负责发行。

## 故事大纲
两位阴谋论者绑架大公司的一位女CEO，说她是过来消灭地球的外星人。

## 演员
- 杰西·普莱蒙 饰 泰迪（Teddy），对阴谋论深信不疑的蜂農
- 艾瑪·史東 饰 米歇尔（Michelle），大型药企的首席执行官
- 艾丹·德尔比思（Aidan Delbis）饰 唐（Don）
- 斯塔夫罗斯·哈尔基亚斯（英语：Stavros Halkias）
- 艾莉西亞·席薇史東

## 制片
2020年，消息指韩国电影《拯救綠色星球！》将会被翻拍成英文版，由威尔·特拉西编剧，韩版导演張駿桓执导。艾瑞·艾斯特出任电影制片人，正式聘任威尔·特拉西为编剧，并将主角性别从原版的男性改成女性。
2024年2月，消息指尤格·藍西莫取代張駿桓担任英文版导演，元素影业担任联合出品公司。与此同时，艾瑪·史東就主演事宜进行洽谈，本片是她第五次携手尤格·藍西莫。同年5月，电影改名《拯救地球》（Bugonia），在戛纳电影市场参展，杰西·普莱蒙加盟剧组。同年10月，艾莉西亞·席薇史東加盟剧组。2025年5月，艾丹·德尔比思和斯塔夫罗斯·哈尔基亚斯加盟。

### 拍摄
主体拍摄于2024年7月在英国海威科姆启动。爱尔兰摄影师罗宾·莱恩用搭配35毫米膠片的VistaVision摄影机拍摄本片，这是他第四次携手尤格·藍西莫。导演尤格·藍西莫原本计划在雅典衛城拍摄电影收尾的戏份，但被希腊中央考古委员会回绝。剧组改在希腊米洛斯岛的萨拉基尼科海滩拍摄收尾戏份，于2025年5月开拍。

## 发行
2024年5月，在戛纳电影市场上，焦点影业买下除韩国以外地区的发行权，由其母公司环球影业负责具体发行工作，CJ ENM保留韩国发行权。电影入选第82屆威尼斯影展主竞赛单元，争夺金狮奖。2025年10月24日，电影在美国部分院线上映，10月31日正式公映，由焦点影业负责发行。电影原本计划2025年11月7日在美国上映。

## 反响

### 奖项
| 大奖         | 颁奖日期     | 奖项   | 获得者      | 结果 | 参考   |
| ------------ | ------------ | ------ | ----------- | ---- | ------ |
| 威尼斯电影节 | 2025年9月6日 | 金獅獎 | 尤格·藍西莫 | 待定 | [ 18 ] |